# Saltiri (llibre)
|  | Per a altres significats, vegeu «Saltiri». |

El saltiri o psalteri és un llibre que conté versions del Llibre dels Salms.

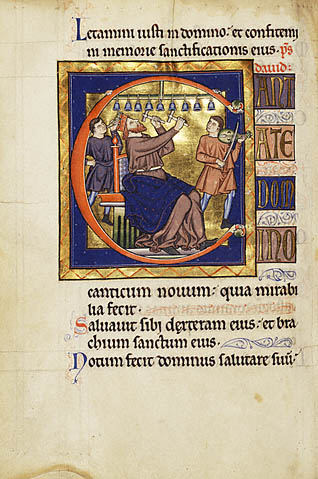
Foli 105 del saltiri d'Ingeborg

A partir del segle vii van proliferar els saltiris o breviaris com a exemple de devoció entre les classes altes, al mateix temps que guiaven les oracions familiars. Els llibres, en llatí, estaven extensament il·luminats amb miniatures i podien contenir, a part dels salms, altres aspectes de la fe cristiana com a complement. Entre els més antics, hi ha el saltiri d'Ingeborg (1157-1237), l'esposa del rei francès Felip August o el de Blanca de Castella, cap a l'any 1235. Al principi del segle xiv la nissaga dels Bassa va introduir a Catalunya la pintura italogòtica i va realitzar el llibre d'hores de Maria de Navarra i acabar les miniatures de l'anomenat Saltiri anglocatalà, inacabat des del segle xiii. De la mateixa època data el saltiri de fra Romeu Sabruguera, un dels primers traduït al català des de l'occità i que va influenciar altres saltiris medievals.

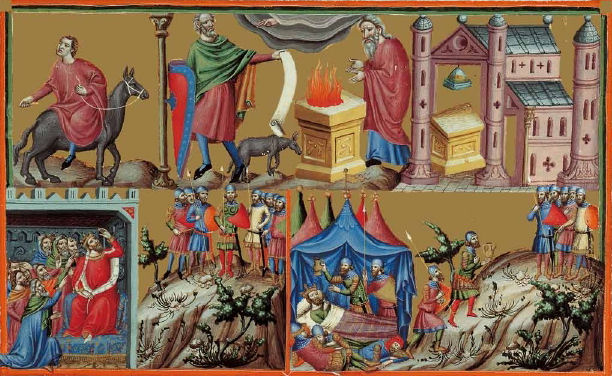
Foli del Saltiri anglocatalà

La divisió dels salms en moments del dia va estar a l'origen de la posterior litúrgia de les hores, amb els seus llibres associats, que a l'edat mitjana tardana van desplaçar els saltiris com a llibre litúrgic per excel·lència.